# Rotkopfwürger
Der Rotkopfwürger (Lanius senator) ist ein Singvogel der Gattung Lanius und der Familie der Würger (Laniidae). Das Verbreitungsgebiet dieses bis auf die nordwestafrikanischen Populationen obligaten Zugvogels ist auf die Westpaläarktis beschränkt, wo er in vier Unterarten vorkommt. Die Verbreitung ist auf der Iberischen Halbinsel flächig, ansonsten lückenhaft. Die Überwinterungsgebiete liegen in der Sahelzone südlich der Sahara. Die seit etwa 50 Jahren immer kleiner werdenden Brutvorkommen des Rotkopfwürgers in Mitteleuropa sind mittlerweile weitgehend erloschen.

## Merkmale

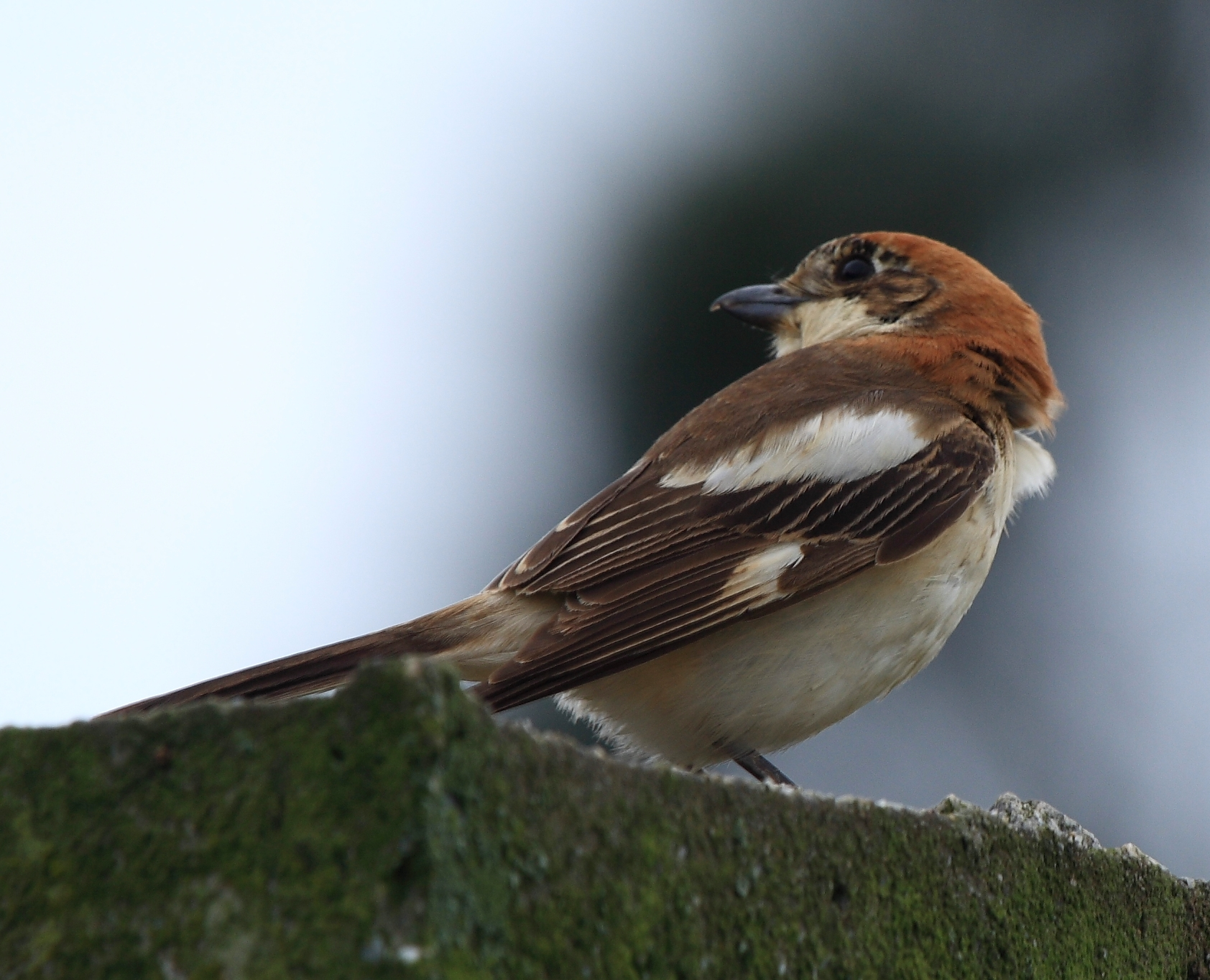
Rotkopfwürger, Weibchen

In der Gruppe der mittelgroßen braun-, rotbraun- oder schwarzrückigen Würger ist der Rotkopfwürger eine in den meisten Fällen leicht zu bestimmende Art. Nur Jungvögel und immature Individuen ähneln stark solchen anderer Arten, vor allem jenen des Maskenwürgers und des Neuntöters. Bestimmungsprobleme bereiten weiters Hybride, die zumindest zwischen dem Rotkopfwürger und dem Neuntöter gelegentlich vorkommen.
Mit einer Gesamtlänge von bis zu 19 Zentimetern, wovon etwa 8 Zentimeter auf den Schwanz entfallen, ist der Rotkopfwürger durchschnittlich nur geringfügig größer als der Neuntöter; er ist jedoch mit bis zu 50 Gramm um 10–20 Prozent schwerer als dieser und wirkt kompakter und massiger.
Ausgefärbte Männchen sind auf der Oberseite weitgehend schwarz, auf der Unterseite sehr hell, fast weiß gefärbt. Scheitel und Nacken sind rostbraun, gelegentlich orangebraun. Die Schultern sind weiß, ebenso die Basen der Handschwingen, wodurch beim sitzenden Vogel ein deutliches weißes Flügelfenster entsteht, beim fliegenden ein recht breites weißes Band. Bei einigen Vögeln ist die weiße Schulterfärbung am Rücken v-förmig geschlossen. Der Bürzel ist weiß, der schmal weiß gerandete, spatelförmige Schwanz schwarz. Stirn und Vorderkopf sind schwarz; diese Färbung setzt sich über die Augen und Wangen zum Hals fort und bildet eine stark von der weißlichen Kehle abgesetzte Gesichtsmaske. Über dem Schnabelansatz befinden sich oft kleinere weiße Einschlüsse. Der deutlich gezähnte, kräftige Würgerschnabel ist schwarz, ebenso die Iris. Die Beine sind graubraun.
Die Geschlechter unterscheiden sich in Größe und Gewicht nicht, in der Färbung jedoch recht deutlich. Weibchen sind insgesamt blasser und weniger kontrastreich gefärbt. Das Oberseitengefieder ist meist bräunlich, die Gesichtsmaske ebenfalls dunkelbraun und häufig fragmentiert. Ein deutliches weißes Feld über dem Schnabelansatz kann aus der Nähe einen guten Hinweis zur Geschlechtsbestimmung geben. Gelegentlich ist eine leichte Flockung und Wellung des bauchseitigen Gefieders zu erkennen; die Flanken sind fast immer hellbräunlich behaucht.
Jungvögel weisen das für juvenile Würger typische bräunlichgraue, dunkel gewellte und geflockte Oberseitengefieder auf. Die Unterseite ist auf hellem, gräulich verwaschenem Grund bräunlich gesperbert. Deutliche Farbkontraste fehlen. Die weißen Schulterfedern werden ansatzweise schon nach der Teilmauser im ersten Herbst sichtbar und bilden dann das beste Unterscheidungsmerkmal zu Jungvögeln anderer Würgerarten. Jungvögel des Maskenwürgers, die dieses Merkmal auch zeigen, sind insgesamt heller und im Farbton nicht bräunlich, sondern hellgrau; die weiße Stirn, die die Altvögel charakterisiert, ist bei ihnen bereits ausgebildet, fehlt jedoch bei jungen Rotkopfwürgern.
Der Flug des Rotkopfwürgers ist geradlinig und sehr schnell.

### Stimme
Der Gesang des Rotkopfwürgers – ein kontinuierliches Schwätzen, Trillern und Pfeifen – ist dem des Neuntöters sehr ähnlich, jedoch etwas lauter. Eingeleitet wird er oft von einem abgehackten grüg-Laut, dem gepresste, krächzende, aber auch wohltönendere Laute folgen (Hörbeispiel). Fast immer werden Rufe und Gesänge anderer Vogelarten imitiert, weshalb der Gesang des Rotkopfwürgers je nach Vorbildart individuell sehr verschieden sein kann. Die häufigsten Vorbildarten sind der Brachpieper, die Orpheusgrasmücke und die Grauammer. Beide Geschlechter singen, oft im Duett. Das Männchen trägt den Gesang von exponierten Warten vor, während singende Weibchen meist in der Deckung bleiben. Insgesamt ist die akustische Präsenz der Art aber nicht besonders groß; vor allem bereits verpaart im Brutgebiet erscheinende Würger verhalten sich recht heimlich.
Wie alle Würger verfügen auch Rotkopfwürger über eine Reihe von Rufen. Einfacher Anwesenheits- und Kontaktruf ist ein zweisilbiges, recht leises Kwikwik. Warn- und Alarmruf ist ein lautes, einzelnes, oder bei größerer Erregung gereihtes Gäck oder Tschäck (Hörbeispiel). Besonders während der Führungszeit bleibt die Familie mit krek- oder krex-Rufen miteinander in Kontakt (Hörbeispiel). Ein durchdringendes Drrirrd deutet auf höchste Erregung in einer antagonistischen Situation hin.

## Verbreitung

Verbreitung des Rotkopfwürgers:
Brutgebiete
Migration
Überwinterungsgebiete

Der Rotkopfwürger ist eine Singvogelart der südwestlichen Paläarktis, insbesondere des Mittelmeerraumes. Sein Verbreitungsschwerpunkt liegt auf der Iberischen Halbinsel, wo etwa 85 Prozent der gesamteuropäischen Population brüten.
Das Verbreitungsgebiet der Art erstreckt sich im Westen von den Maghreb-Staaten in Nordwestafrika über Südportugal und große Teile Spaniens, Süd- und Zentralfrankreich nach Italien. Besiedelt sind die großen Inseln im westlichen Mittelmeer, teilweise auch vorgelagerte Eilande. Nach Osten hin bestehen zahlenmäßig gute Brutvorkommen vor allem im küstennahen Bereich der Balkanhalbinsel, auf den meisten der Ionischen und Ägäischen Inseln, sowie in der Westtürkei. Brutvogel ist der Rotkopfwürger ferner in Südbulgarien und an der rumänischen Schwarzmeerküste, in Zentralanatolien, in der südlichen Türkei, in Nordsyrien sowie im Hinterland der östlichen und südöstlichen Mittelmeerküste. In nicht unbeträchtlichen Zahlen brütet die Art in den Kaukasusstaaten, insbesondere an der West- und Südküste des Kaspischen Meeres. Die Ostgrenze des Verbreitungsgebietes ist nicht genau bekannt; isolierte Brutvorkommen liegen im südöstlichen Turkmenistan. Die am weitesten nach Osten vorgeschobenen, zahlenmäßig relevanten Brutgebiete liegen jedoch im Zagrosgebirge sowie im Kuhrud.
Im zentralen und nördlichen Mitteleuropa war der Rotkopfwürger immer sehr selten und ist heute aus diesem Bereich weitgehend verschwunden. Einige wenige Paare brüten in Deutschland, Polen, der Slowakei und in der Schweiz. In der Roten Liste der Brutvögel Deutschlands von 2020 wird die Art in der Kategorie 1 als vom Aussterben bedroht geführt.
Die außerbrutzeitliche Verbreitung liegt in der Sahelzone sowie im Trockensavannengürtel Afrikas südlich der Sahara. Einige Vögel aus den östlichsten Brutgebieten überwintern im Südwesten der Arabischen Halbinsel, vor allem im Jemen.

### Wanderungen
Bis auf die nordwestafrikanischen Rotkopfwürger sind alle anderen Populationen obligate Langstreckenzieher. Die Überwinterungsgebiete der Unterarten sind deutlich voneinander getrennt. Die Nominatform Lanius senator senator überwintert im Westteil des Winterareals ostwärts etwa bis zum Oberlauf des Nils. Die Überwinterungsgebiete von L. senator badius liegen in einem relativ kleinen Bereich am Golf von Guinea, vor allem in Südnigeria, die von L. senator niloticus östlich des Nils in Somalia, Eritrea und Nordabessinien.
Die ersten Rotkopfwürger verlassen schon Ende Juli das Brutgebiet, der Schwerpunkt des Wegzugs liegt im August. Mitte September sind die Brutgebiete weitgehend geräumt. Die Vögel ziehen nachts in breiter Front in südwestliche Richtungen. Das Mittelmeer und die Sahara werden überflogen; einige Vögel überwintern bereits in Oasen der Sahara. Die ersten Vögel treffen Mitte September im Winterquartier ein, die Hauptankunftszeit liegt im Oktober. Der Heimzug beginnt vereinzelt bereits im Februar und setzt im März voll ein. Wahrscheinlich sind viele Rotkopfwürger Schleifenzieher und ziehen auf östlicher gelegenen Routen ins Brutgebiet zurück. Frühestens Mitte April werden die Brutgebiete besetzt, die Hauptankunftszeit liegt jedoch im Mai; nur einzelne Vögel von L. s. niloticus erscheinen schon im März im Brutgebiet.

## Lebensraum

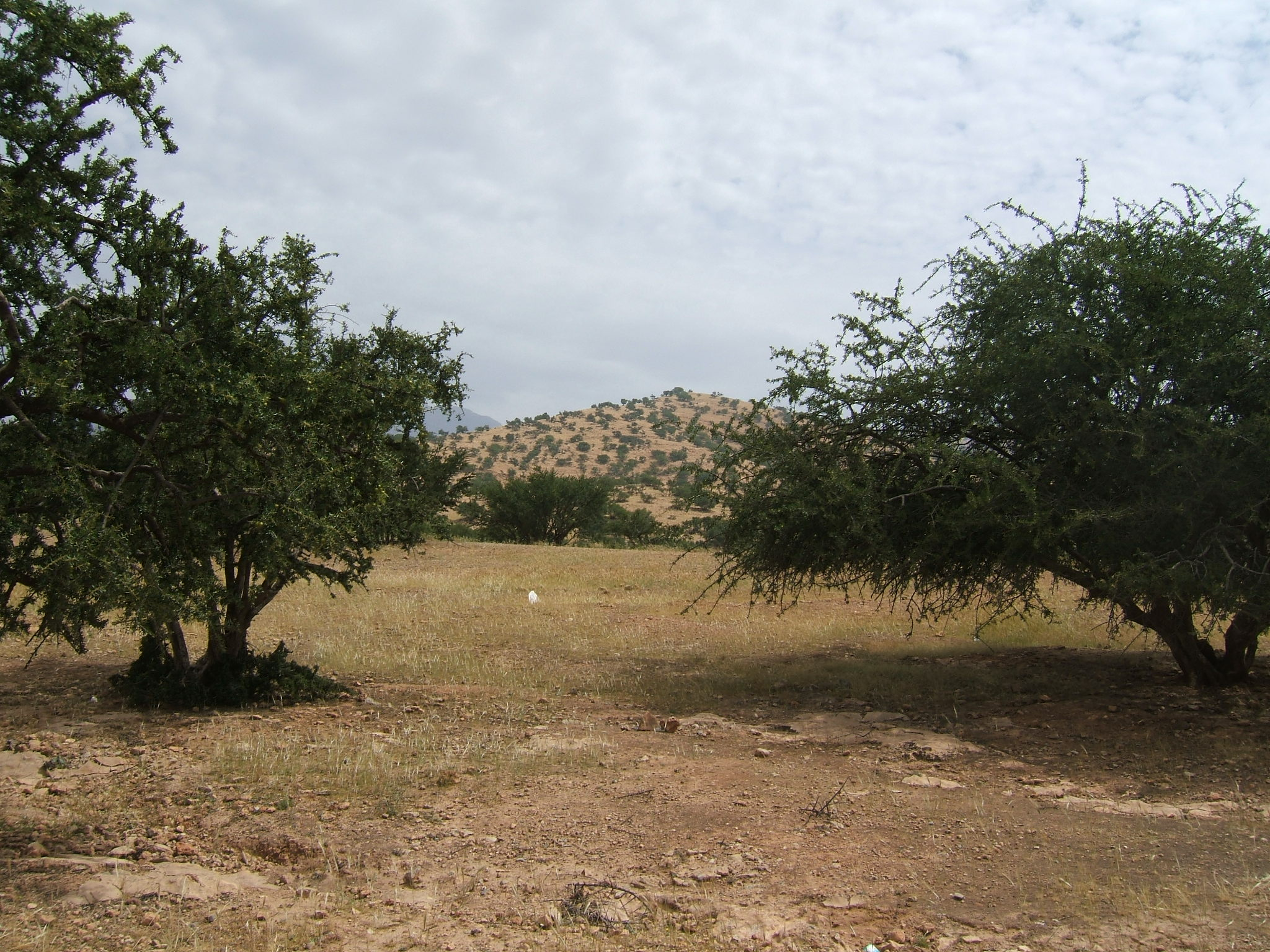
Arganbäume und Magerrasen. Lebensraum des Rotkopfwürgers in Südwestmarokko. Hier ist die Art Standvogel.

Optimale Habitate der Art sind mediterrane Magerrasenfluren, die von einzelnen Buschreihen oder einzeln stehenden Bäumen durchsetzt sind, und ein großes Angebot an Käfern, Heuschrecken und Zikaden bieten. Sie besiedelt stark aufgelockerte Macchie, lichte Buschwälder, wegbegleitende Hecken, offene, lichte Eichenbestände und gelegentlich Randzonen von Pinien- und Wacholderbeständen. Der Rotkopfwürger kommt auch in extensiv als Weideland genutzten Gebieten, in Olivenhainen und Weingärten, in Marokko häufig in Arganienbeständen vor. Auf dem Hermon, an dessen Hängen der Südliche Raubwürger, der Neuntöter und der Maskenwürger sympatrisch mit dem Rotkopfwürger vorkommen, war der Rotkopfwürger in ähnlichen Habitaten wie der Neuntöter anzutreffen, bevorzugte dort die trockeneren, offeneren Areale. Im Osten des Verbreitungsgebietes werden auch sehr trockene, halbwüstenartige Lebensräume besiedelt, die nur mehr spärlich mit Pistaziensträuchern, Granatapfelbäumen und Christusdornsträuchern bewachsen sind. In Mitteleuropa kam, beziehungsweise kommt, die Art in alten, wärmebegünstigten Obstgärten und Streuobstwiesen vor, seltener in Pappel- und Lindenalleen.
Im Winterquartier besiedelt der Rotkopfwürger lichte Baum- und Dornbuschsavannen, erscheint jedoch auch im Kulturland und gebietsweise auf größeren Lichtungen des Regenwaldes.
Rotkopfwürger sind vor allem Brutvögel der planaren und kollinen Höhenstufe. In der Schweiz lag der höchstgelegene Nestfund auf über 1200 Metern im Kanton Wallis. Dort wo Rotkopfwürger und Neuntöter sympatrisch vorkommen, besiedeln Neuntöter oft die höher gelegenen Gebiete, beziehungsweise Gebiete mit höherem und dichterem Unterwuchs.
Die Siedlungsdichte und der Raumbedarf des Rotkopfwürgers sind insofern schwer zu bestimmen, da die Art, wie andere Würger auch, zu gruppenartigen Konzentrationen neigt. Innerhalb dieser Cluster werden jedoch eigene Territorien behauptet, die den Neststandort, einige Ansitze sowie ein offenes Jagdgebiet beinhalten. Zwischen den einzelnen Gruppen kann durchaus geeignetes, jedoch nicht genutztes Areal liegen. Bei günstigen Gegebenheiten können die Territorien mit weniger als 3 Hektar recht klein sein.

## Nahrung und Nahrungserwerb
Der Rotkopfwürger ernährt sich im Unterschied zu den meisten anderen Lanius-Arten fast ausschließlich von größeren Insekten. Andere Wirbellose sowie Wirbeltiere werden nur gelegentlich und in meist unbedeutenden Mengen verzehrt. Große Käfer, Heuschrecken, Zikaden und Grillen bilden die Hauptbestandteile der Nahrung. Unter den Käfern werden auch solche Arten erbeutet, die sich durch Absonderung von Sekreten vor Fressfeinden schützen und von weniger spezialisierten Insektenjägern gemieden werden. Daneben werden häufig Ameisen und andere Hautflügler, Schmetterlinge und deren Raupen sowie Schnabelkerfe gefressen. Bei großem Mangel an Insekten verzehren Rotkopfwürger auch Schnecken, Ringelwürmer, Tausendfüßer und Spinnen.
Wirbeltiere, wie Mäuse, kleine Singvögel, Eidechsen oder Frösche gehören ins Beutespektrum der Art, werden aber nur bei besonders günstiger Gelegenheit oder bei Knappheit der Hauptbeutetiere erbeutet. Ausnahmsweise nimmt der Rotkopfwürger pflanzliche Kost auf, wie Maulbeeren und Früchte verschiedener Prunus-Arten.
Gelegentlich wurde Kleptoparasitismus beobachtet.
Der Rotkopfwürger ist vor allem ein Ansitzjäger. Er sitzt auf einer meist nur einige Meter hohen Warte, etwa einem Busch, einem Zaunpfahl oder einem Leitungsdraht und schlägt das von dort erspähte Beutetier am Boden. Fast zwei Drittel aller erfolgreichen Jagden erfolgen mit dieser Methode. Daneben jagen Rotkopfwürger auch zu Fuß, vor allem nach Ameisen und anderen in großen Mengen vorkommenden Insekten und nach Art der Fliegenschnäpper in der Luft nach Fluginsekten. Kleinere Beutetiere werden sofort und als Ganzes geschluckt, größere mit einem Fuß festgehalten und stückweise verzehrt. Bienen, Wespen und andere mit einem Stachel ausgestattete Insekten entstachelt der Rotkopfwürger, bevor er sie frisst. Da Insekten die Hauptbeutetiere sind, sind Spießplätze des Rotkopfwürgers eher selten zu finden; größere Beutetiere, insbesondere Wirbeltiere, spießt aber auch der Rotkopfwürger zur Aufbewahrung auf.

## Verhalten
Rotkopfwürger sind tagaktiv. Ihre Aktivitätsperiode beginnt kurz vor Sonnenaufgang und endet mit Sonnenuntergang. Die Zugstrecken werden jedoch nachts zurückgelegt. In der Vorbrutzeit sitzen Rotkopfwürger häufig in aufrechter Position auf exponierten Stellen ihres Reviers, später verhalten sie sich wesentlich heimlicher und werden auch akustisch recht unauffällig. Sie verbringen insgesamt mehr Zeit in der Deckung von Büschen und Bäumen als andere Würger. Die Art ist während des gesamten Jahres territorial und bildet auch während der Zugzeit in Raststationen kurzfristig Territorien. Innerhalb der Territorien duldet der Rotkopfwürger außer dem Partner keine Artgenossen und greift sie, wenn Drohgebärden und Drohrufe nichts fruchten, direkt an. Singvögel mit einem ähnlichen Nahrungsspektrum wie zum Beispiel Steinschmätzer, sowie andere Würgerarten versucht er aus dem Territorium zu vertreiben. Andere Arten, insbesondere die Orpheusgrasmücke duldet der Rotkopfwürger. Häufig nisten Rotkopfwürger und Orpheusgrasmücke in unmittelbarer Nähe, sodass gelegentlich von einer mutualistischen Beziehung zwischen diesen beiden Arten gesprochen wird, wie sie etwa auch zwischen dem Isabellwürger und der Sperbergrasmücke bestehen könnte. Der Nutzen, den Rotkopfwürger und Orpheusgrasmücke aus dieser Nähe ziehen, könnte in der Feindabwehr liegen, indem die Orpheusgrasmücke vor Feinden innerhalb des Brutgehölzes warnt, der Rotkopfwürger aber die Umgebung absichert.
Gegenüber Menschen ist der Rotkopfwürger nur wenig scheu und lässt Annäherungen auf weniger als 20 Meter zu, bevor er auffliegt.

## Brutbiologie

### Balz, Nestbau und Nest

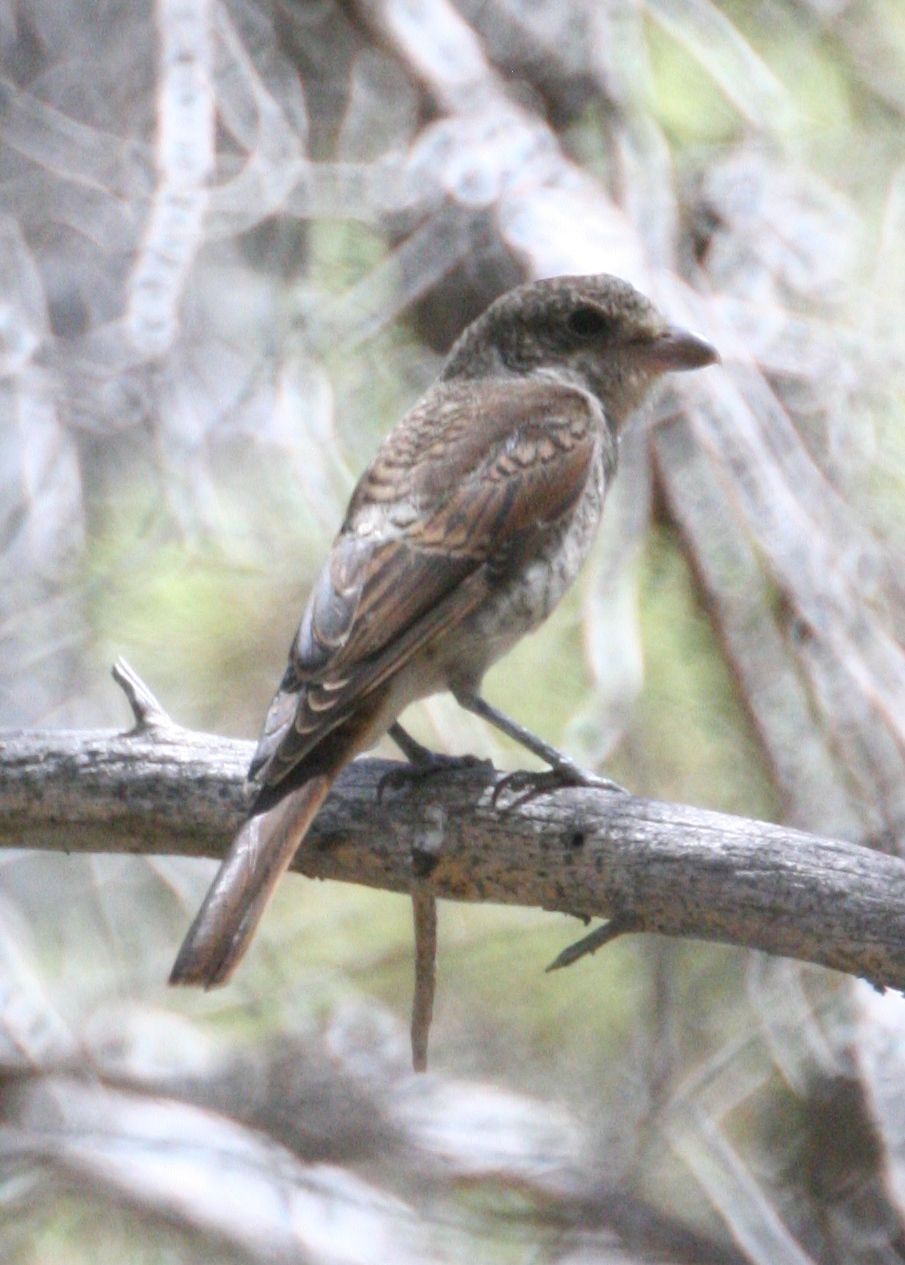
Jungvogel

Rotkopfwürger werden am Ende des ersten Lebensjahres geschlechtsreif; sie führen eine monogame Saisonpartnerschaft. Wiederverpaarungen letztjähriger Partner wurden gelegentlich beobachtet. Die meisten Rotkopfwürger erscheinen schon verpaart im Brutgebiet und beginnen oft unmittelbar nach der Ankunft mit dem Nestbau. Manchmal erscheinen aber auch unverpaarte Männchen, meist einige Tage vor den Weibchen im Brutgebiet. Auffällige Balzelemente sind der niedrige, langsame Revierflug und die aufrechte Imponierpose des Männchens, bei der das Körpergefieder eng angelegt ist, das Kopf- und Halsgefieder aber gesträubt sind. Wenn das Weibchen vom Männchen dargebotene Beutetiere annimmt und ihm ins Innere eines potentiellen Nistgehölzes folgt, ist die Partnerschaft besiegelt.
Als Neststandort wird die im Brutgebiet am häufigsten vorhandene Baum- oder Buschart gewählt; Präferenzen sind nicht erkennbar. In Südfrankreich war unter den Büschen der Zedern-Wacholder der häufigste Nestträger, unter den Bäumen die Steineiche und die Flaumeiche. Im Osten des Verbreitungsgebietes ist die Pistazie das häufigste Nistgehölz, in Mitteleuropa sind es vor allem Obstbäume, insbesondere Birnbäume, wegen ihrer frühen Belaubung. Die Nester werden in sehr guter Deckung auf Seitenästen im Durchschnitt etwa drei Meter über dem Boden von beiden Partnern errichtet. Gelegentlich liegen sie fast in Bodennähe, in seltenen Fällen auch in großen Höhen von 15–20 Metern.
Das Nest ist ein kompakter, hauptsächlich aus verschiedenen Pflanzenstängeln aufgebauter, halbkugeliger Napf. Häufig werden Filzkräuter und andere weiß- und graufilzige Pflanzen als Nestmaterial verwendet. Holzige Zweige verbaut der Rotkopfwürger nicht. Die Nestmulde wird mit feinen Materialien, wie Schafwolle, Federn oder Blütenständen kleiner wolliger Korbblütler ausgelegt. Der Nestdurchmesser beträgt 110–140 Millimeter, jener der Nestmulde 70–80 Millimeter.

### Gelege und Brut

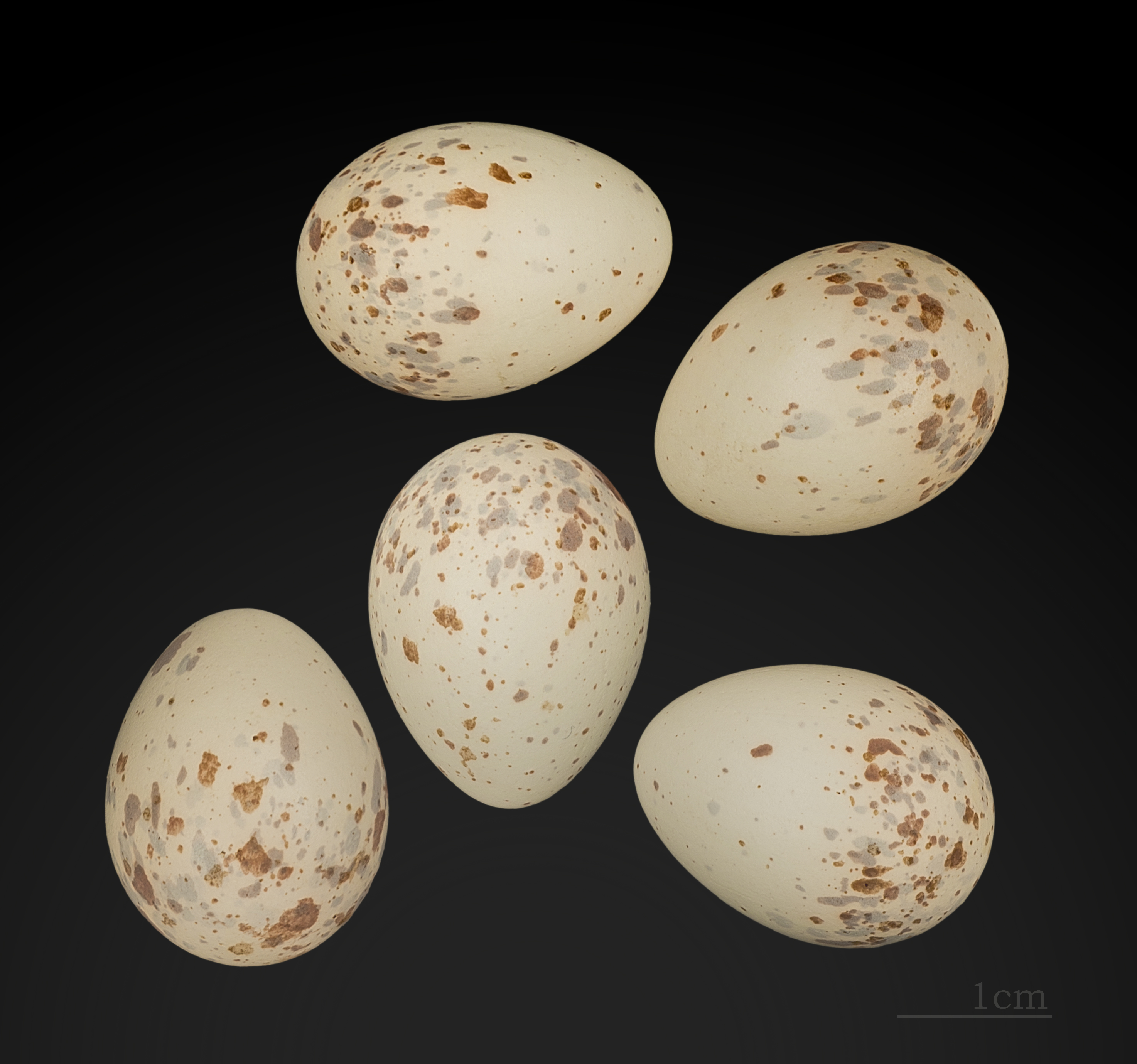
Eier des Rotkopfwürgers

Die Gelege bestehen aus 5–6 (3–9), in Form und Farbe sehr variablen Eiern. Der Untergrund ist meist cremefarben; oft ist ein grünlicher oder rosafarbener Schimmer zu bemerken. Am stumpfen Ende befinden sich in unterschiedlicher Dichte dunkle Flecken; gelegentlich ist das gesamte stumpfe Ende dunkel. Nachgelege kommen regelmäßig vor; Zweitgelege sind nur von den Populationen in Nordafrika und der Levante bekannt. Die durchschnittlichen Eimaße betragen 23 × 17 Millimeter. Das Gelege wird ausschließlich vom Weibchen bebrütet. Es sitzt schon nach dem ersten Ei fallweise im Nest, fest zu brüten beginnt es jedoch erst nach dem dritten und vierten Ei. Die Jungen schlüpfen deshalb recht zeitgleich etwa 18 Tage nach Ablage des ersten Eis. Während der Brutzeit verlässt das Weibchen etwa alle 45 Minuten das Nest zur Nahrungssuche. Es wird in dieser Zeit auch regelmäßig vom Männchen gefüttert.
Die Jungen schlüpfen nackt. Sie werden etwa bis zum neunten Tag vom Weibchen gehudert; zu diesem Zeitpunkt sind sie schon recht gut befiedert. Das Futter wird anfangs allein vom Männchen herbeigeschafft, später beteiligt sich auch das Weibchen an der Nahrungssuche. Frühestens nach 15 Tagen verlassen die ersten Jungvögel das Nest, sie sind zu diesem Zeitpunkt jedoch noch nicht voll flügge. Mindestens drei Wochen werden sie noch von den Eltern gefüttert, bevor sie beginnen, selbst nach Beute zu jagen. Der Familienverband bleibt bis zum Wegzug erhalten, gelegentlich wird auch der Zug noch gemeinsam angetreten.

### Bruterfolg und Lebenserwartung
Eine große Untersuchung in Baden-Württemberg ergab eine Schlupfrate von 69 %; von diesen erreichten etwa 54 % das Beringungsalter mit 9 Tagen, von denen schließlich 44 % tatsächlich ausflogen. Pro Paar ergibt das eine durchschnittliche Nachwuchsrate von 2,7 Jungen. Isenmann und Fradet errechneten mit 36,5 % eine noch niedrigere Ausfliegerate. Der Bruterfolg schwankt von Jahr zu Jahr erheblich; ausschlaggebend dafür ist das Wetter zur Brutzeit. Anhaltend kaltes und regnerisches Wetter veranlasst viele Rotkopfwürger, die Brut abzubrechen und frühzeitig den Wegzug anzutreten.
Zur Lebenserwartung liegen nur wenige Daten vor. Wie bei fast allen Vogelarten ist die Sterberate im ersten Lebensjahr am größten; die ältesten Ringvögel waren etwa sechs Jahre alt.

## Systematik
Der Rotkopfwürger ist eine der mindestens 26 Arten der Gattung Lanius. Ihre Vertreter sind in Afrika, Europa und Asien weit verbreitet. In Nordamerika kommen nur zwei Arten vor, in Südamerika und Australien brüten keine Arten dieser Gattung. Von verschiedenen Autoren wurde der Rotkopfwürger in die nächste Verwandtschaft schwarzrückiger afrikanischer Arten der Gattung Lanius gestellt. Nach einer molekulargenetischen Untersuchung der mitochondrialen DNA (mtDNA) und der Zellkern-DNA von den sechs westpaläarktischen und zwei weiteren Arten der Gattung ist der Rotkopfwürger jedoch am nächsten mit dem Schwarzstirnwürger verwandt. Zwischen Neuntöter und Rotkopfwürger sind Mischbruten bekannt geworden; in den meisten Fällen war der Rotkopfwürger der weibliche Partner.
Zurzeit werden drei bis vier Unterarten des Rotkopfwürgers anerkannt, die sich vor allem in der Verteilung der Weißanteile im Flügelfeld und auf dem Schwanz sowie in der Flügellänge und Körpergröße unterscheiden:
- Lanius senator senator Linnaeus, 1758: Die Nominatform brütet im Westteil des Verbreitungsgebietes ostwärts bis in die Westtürkei. Sie ist oben beschrieben.
- L. s. rutilans Temminck, 1840: Diese Unterart unterscheidet sich von der Nominatform im Aussehen nicht, weist jedoch geringere Flügellängen auf. Sie kommt in Südspanien und Nordafrika vor. Einige Autoren betrachten sie als Varietät von L. s. senator. Viele Individuen dieser Unterart sind Standvögel.
- L. s. badius Hartlaub, 1854: Die Inselrasse der Balearen, Korsikas, Sardiniens und Capraias unterscheidet sich deutlich von der Nominatform. Sie zeigt wenig Weiß am Schwanzansatz, der schwarze Stirnstreif ist sehr schmal und das weiße Feld an den Basen der Handschwingen klein und beim sitzenden Vogel oft verdeckt.
- L. s. niloticus (Bonaparte, 1853): Diese größte Unterart bewohnt die östlichsten Brutgebiete von der Levante ostwärts bis in den Iran und Turkmenistan. Bei ihr ist der Schwanz bis zur Mitte weiß, die Außenfahnen der Steuerfedern sind breiter und deutlicher weiß gezeichnet als bei der Nominatform. Ebenso ist das weiße Flügelfeld größer und auffälliger; häufig zeigt diese Rasse Weißeinschlüsse im Stirnbereich. Der Scheitel- und Nackenbereich sind nicht rot-, sondern kastanienbraun.

## Bestandssituation
Die IUCN listet den Rotkopfwürger in der Vorwarnstufe "near threatened", doch zeigt der Gesamtbestand der Art ein sehr differenziertes und uneinheitliches Bild. Der Gesamtbestand wird auf etwa 2 Millionen Brutpaare geschätzt, von denen 65 % in Europa brüten. In Europa selbst beherbergt Spanien die meisten Brutpaare. Zahlenmaterial zu den außereuropäischen Vorkommen fehlt, doch scheint der Rotkopfwürger in den östlichen Teilen seines Verbreitungsgebietes ein allgemein verbreiteter und nicht seltener Brutvogel zu sein.
Die Bestandsentwicklung der europäischen Brutvögel zeigt ein unterschiedliches Bild. Die Bestände in den Kernzonen auf der Iberischen Halbinsel sowie in Südfrankreich gingen zwischen 1970 und 1990 signifikant zurück, während sie im übrigen Süd- und Südosteuropa weitgehend stabil blieben oder sogar zunahmen. Schutzmaßnahmen konnten den Rückgang in Südwesteuropa mittlerweile weitgehend zum Stillstand bringen. In Mitteleuropa sind in diesem Zeitraum die meisten Vorkommen erloschen, so die Anfang der 60er Jahre mit mehreren 100 Brutpaaren noch guten Bestände in Rheinland-Pfalz und in Baden-Württemberg. Die Gründe für diesen katastrophalen Zusammenbruch der mitteleuropäischen Brutvorkommen lagen weniger in den häufigen nasskalten Sommern in diesem Zeitabschnitt, als in der weiträumigen Umwandlung alter Streuobstbestände in Niederstammkulturen und in einer Intensivierung der Insektenbekämpfung. Bestandsminimierend wirken sich nach wie vor die direkte Verfolgung der Art in vielen Mittelmeerländern sowie Habitatveränderungen in den Überwinterungsgebieten aus. Natürliche bestandsregulierende Faktoren sind Eleonorenfalken und Schieferfalken, für die ziehende Rotkopfwürger bevorzugte Beutetiere sind. Gelege und Jungvögel fallen häufig Rabenvögeln und Schlangen zum Opfer.